# Рикша

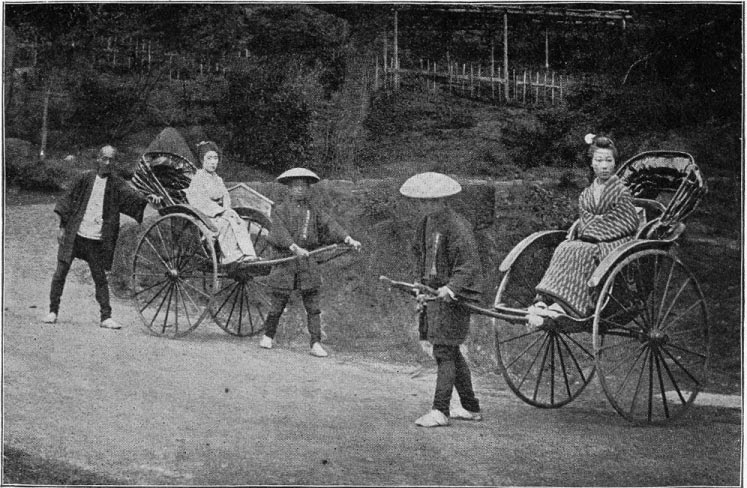
Японські рикші близько 1897 року

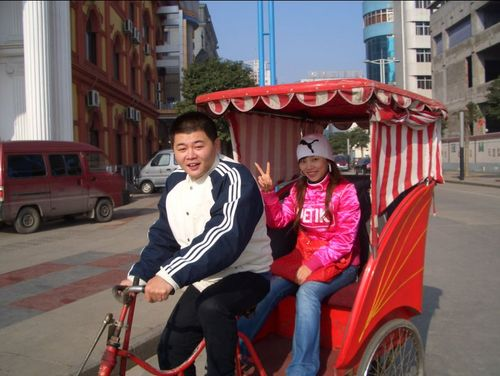
Сучасна велорикша в Пекіні

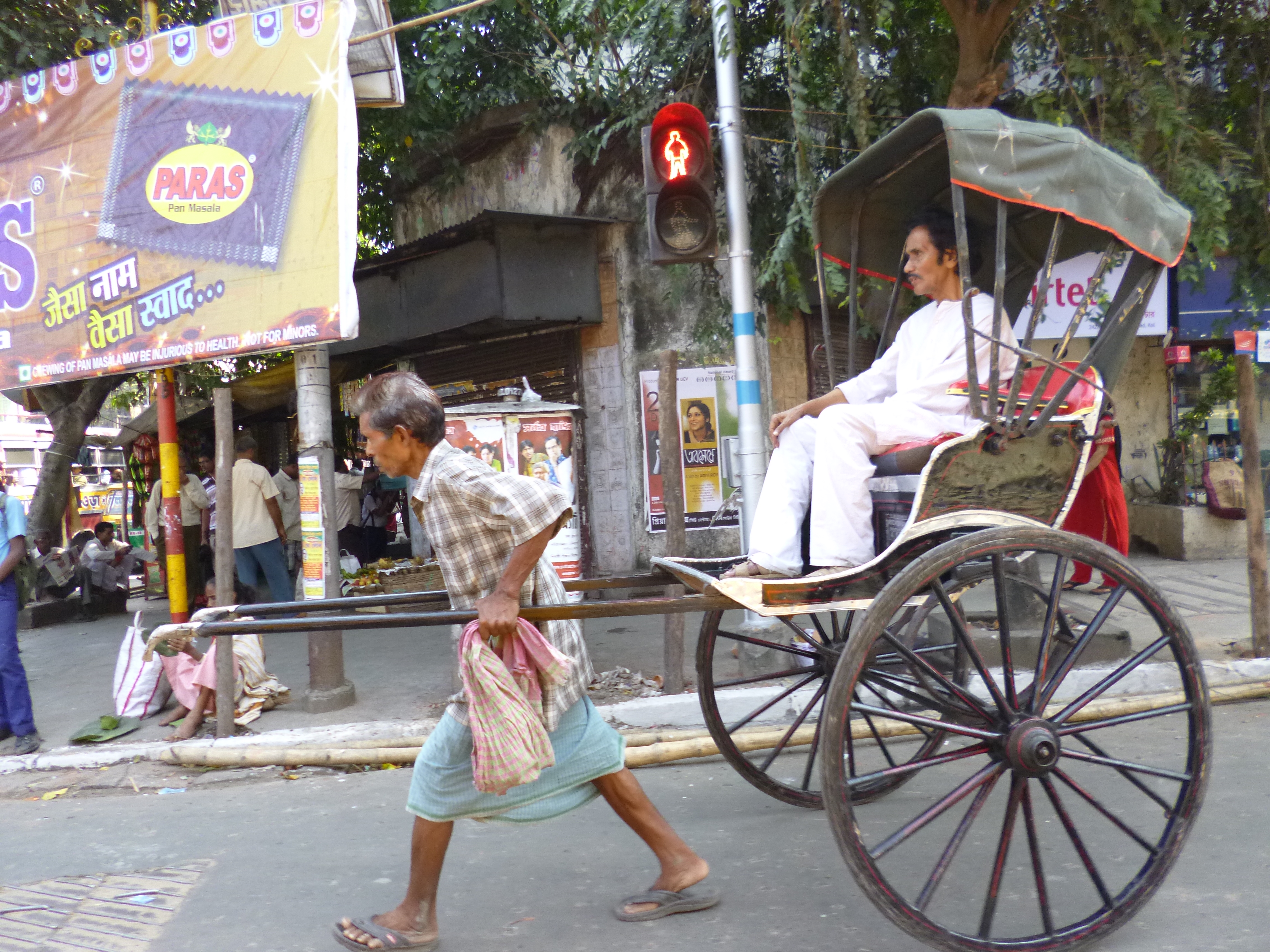
Рикша в Колката, Індія

Рикша — тип транспорту, що має вигляд візку з місцями для одного або двох пасажирів, який тягне людина, яка також має назву «рикші». Слово походить з японської мови (人力車, 人, jin = «людина», 力, riki = «сила», 車, sha = «візок»), оскільки цей вид транспорту був особливо поширений у Східній і частково Південній Азії. Зараз рикші переважно збереглися у туристичних місцях для привернення туристів, хоча їх варіанти, велорикші і авторикші, набагато поширеніші.

## Історія
Відомо, що візки, повністю аналогічні рикшам, були в Парижі в XVII—XVIII століттях (зустріч двох таких візків зображена на комічній картині художника Клода Жилло в 1707 році). Однак потім такі візки вийшли з ужитку. У Японії, звідки рикші поширилися в інші азійські країни, їх появу відносять до 70-х років XIX століття. Цей винахід приписується деякими американському місіонерові по імені Джонатан Гобл, чи Джонатан Скобі, який придумав такий возик для своєї хворої дружини.
За іншою версією, ідея рикші належить трьом японцям — Йосуке Ідзумі, Токудзіро Судзукі й Косуке Такаяма; у будь-якому разі, саме вони в 1870 році одержали в Токіо офіційний дозвіл на виготовлення й продаж таких візків.
У цілому появу в Японії рикш пов'язують із західним впливом, що багаторазово посилився після Революції Мейдзі 1868 р.: темп життя в містах значно зріс, потреба у швидкому переміщенні людей посилилася, використовуваних раніше паланкінів стало недостатньо (вони пересувалися повільніше і вимагали мінімум двох носіїв), а коні були явно дорожче. Вважається, що до 1872 р. у Токіо було вже близько 40 000 рикш і це був основний вид суспільного транспорту в Японії. У 1896 р. в Японії налічувалося 210 000 рикш. Однак потім, з появою автомобіля, їх число стало скорочуватися: так, за даними 1938 р., рикш у Японії було близько 13 000. Відразу після Другої світової війни, в умовах розрухи, рикші повернулися на вулиці японських міст, але ненадовго. Зараз у Японії рикші (і велорикші) є елементом туристичної індустрії.
Уже в 1870-ті рр. рикші стали з'являтися в інших країнах. У Гонконзі перші рикші з'явилися в 1874 р., в 1920-ті рр. їх було близько 3 000, однак після Другої світової війни їх кількість різко зменшилася. У 2002 році у Сянгані налічувалося всього четверо рикш. Широко поширилися рикші й у континентальному Китаї. В Індії (разом з нинішніми Пакистаном і Бангладеш) рикші з'явилися близько 1880 році (уже в 1885 це відбивається в розповіді Редьярда Кіплінга «Рикшар-Примара») і особливої популярності набули у Калькутті.
У післявоєнні роки там, де рикші не почали зникати з економічних і технологічних причин, тобто в країнах з повільним економічним ростом, їх стали забороняти як зриму прикмету економічної слабості й низького добробуту. У Китаї рикші були заборонені ще в 1949 р. У штаті Західна Бенгалія (до якого належить Калькутта) з 1945 припинилася видача дозволів на працю рикші, з 1972 року була заборонена їхня поява на головних вулицях Калькутти, в 1982 року міські влада конфіскували близько 12 000 візків і знищили їх. Попри це, за даними 1992 р., у Калькутті працювало близько 30 000 рикш. В 2005 р. уряд Західної Бенгалії оголосив про намір повністю заборонити рикш, що привело до вуличних протестів і страйкам.
Рикші поширені також у Південно-Африканський республіці.